# تام سایر و هاکلبری فین
تام سایر و هاکلبری فین (به انگلیسی: Tom Sawyer & Huckleberry Fin) یک فیلم کمدی-درام/ماجراجویی آمریکایی در سال ۲۰۱۴ به کارگردانی جو کاستنر است.
در این فیلم جوئل کورتنی به عنوان تام سایر و جیک تی. آستین به عنوان هاکلبری فین ایفای نقش می‌کنند. این فیلم بر اساس رمان‌های مارک تواین ماجراهای تام ساویر (۱۸۷۶) و ماجراهای هاکلبری فین (۱۸۸۴) ساخته شده است.
این فیلم توسط VMI Worldwide منتشر شد.

## بازیگران
- جوئل کورتنی به عنوان تام سایر
- جیک تی. آستین به عنوان هاکلبری فین
- کاترین مک نامارا به عنوان بکی تاچر
- وال کیلمر به عنوان مارک تواین
- نوآ مانک به عنوان بن راجرز
- کریستین کافمن به عنوان خاله پولی
- کالوئیان وودنیچاروف به عنوان اینژون جو
- مایلز موسدن به عنوان جیم
- دن ون هوسن به عنوان ویندی
- سونجا کیرشبرگر به عنوان بیوه داگلاس

## تولید
تام ساویر در اوت ۲۰۱۱ در لوکیشن بلغارستان فیلمبرداری شد.

## انتشار رسانه‌های خانگی
این فیلم دارای یک نمایش محدود بود و به دنبال آن به صورت DVD / ویدیو هنگام درخواست در تاریخ ۷ آوریل ۲۰۱۵ منتشر شد.